# Мавзолей Каффаля Шаши
Мавзолей Каффаля Шаши (узб. Kaffol Shoshiy maqbarasi) также известный как мавзолей Хазрати Имама (узб. Hazrati Imom maqbarasi) — мавзолей в Ташкенте (Узбекистан), возведённый над могилой имама, Абу Бакра Мухаммада ибн Али ибн Исмаила аль-Каффаль аш-Шаши. Склеп в его первоначальном виде не сохранился. Существующее сейчас здание мавзолея было построено в 1542 г. ханским архитектором того времени Гулямом Хусаином и  представляет собой асимметричный купольный портальный мавзолей—ханаку. Ханака была предназначена для  паломников, находивших приют в жилых кельях — худжрах. Комплексы средневековых мавзолеев также часто включали в себя мечеть, и помещение для приготовления пищи, называемое ошхона. К югу от главного здания в маленьком дворике находятся более поздние места погребения (сагана).
Около мавзолея расположен дом, где жил Ходжа Ахрар, он был последователем Каффаля Шаши.

## История
В советский период, когда власти вели борьбу с исламом, мавзолей Каффаля Шаши был закрыт. Однако его продолжали посещать верующие. 27 марта 1945 года Совет народных комиссаров Узбекской ССР Постановлением № 410 передал из ведения Управления по делам архитектуры при Совете народных комиссаров Узбекской ССР в пользование Духовного управления мусульман Средней Азии и Казахстана (САДУМ) семь самых посещаемых верующими мазаров, в том числе мавзолей Каффаля Шаши:.

## Архитектура
Мавзолей имеет форму квадрата (13,3×12,5 м) и состоит из большой палаты с угловой комнатой, оборудованной арочным входом. Большая палата (6×6 м) имеет три стороны с выступающим, дополнительным куполом, завершенным куполом. Основной купол и две башни по его сторонам выполнены в традиционном стиле. В углах мавзолея находятся двух- и трехэтажные восьмиугольные и четырехугольные "худжры". Над дверным косяком написана дата постройки мавзолея, имя архитектора и подпись каллиграфа; надписи на куполе не сохранились. Архитектурный стиль мавзолея украшен резными панелями на стенах. Купол мавзолея покрыт цветными плитками, а место захоронения отмечено камнем. Усыпальная камера украшена мозаикой, а могилы покрыты надгробными плитами. Позднее на основе мавзолея Каффаля Шаши возник комплекс Хазрати Имам.

## Галерея

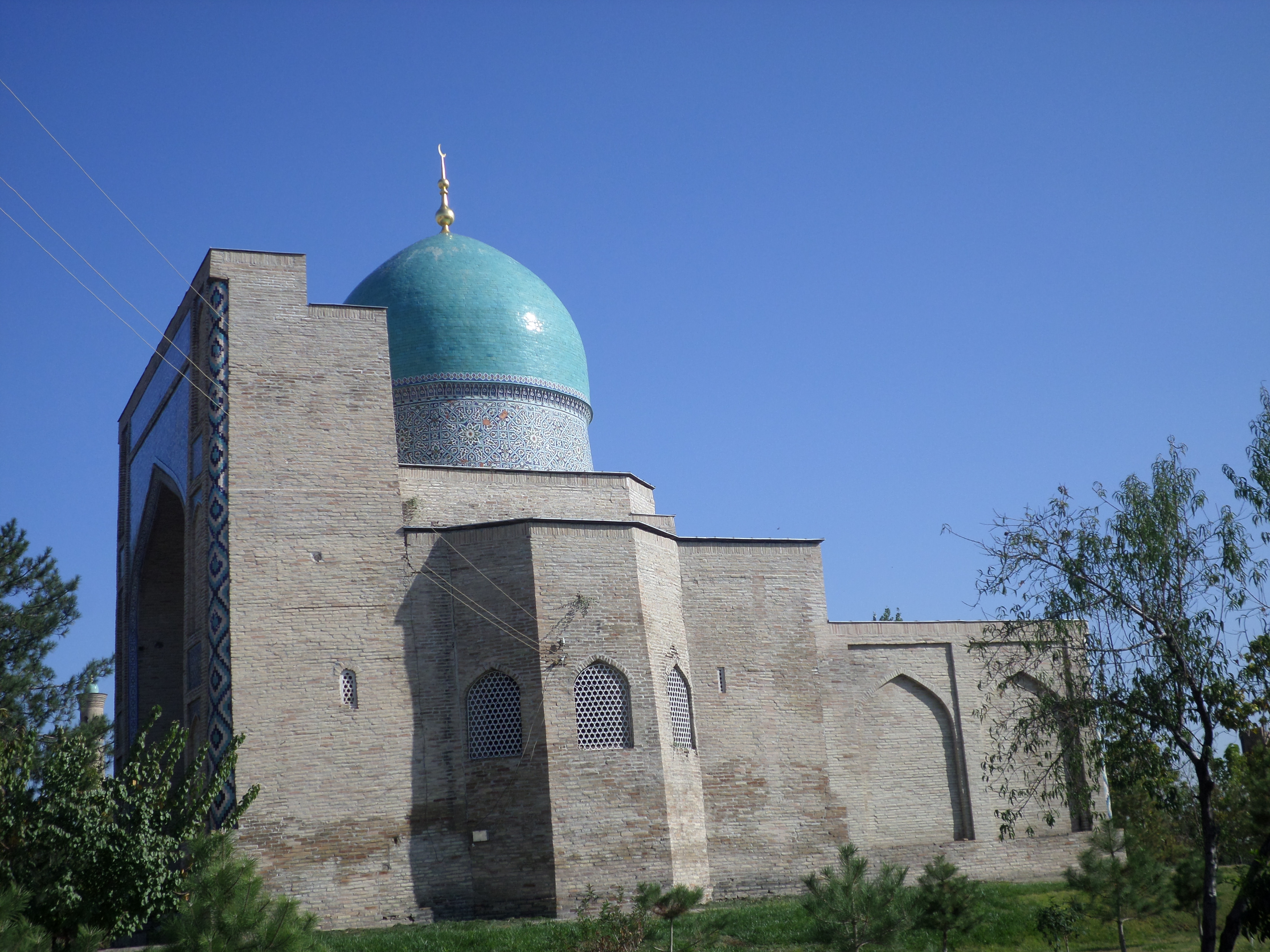
Мавзолей Каффаля Шаши
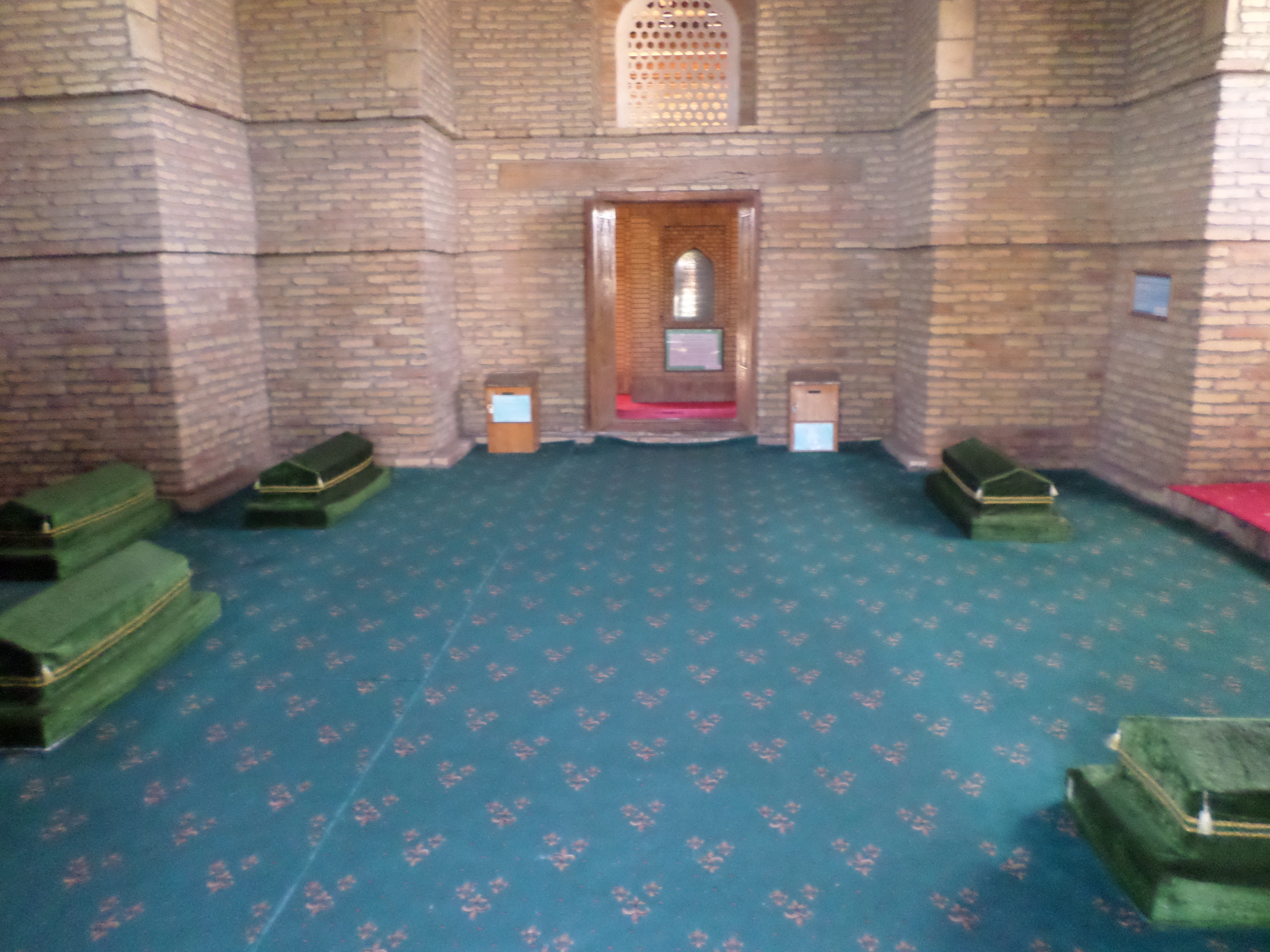
Мавзолей Каффаля Шаши
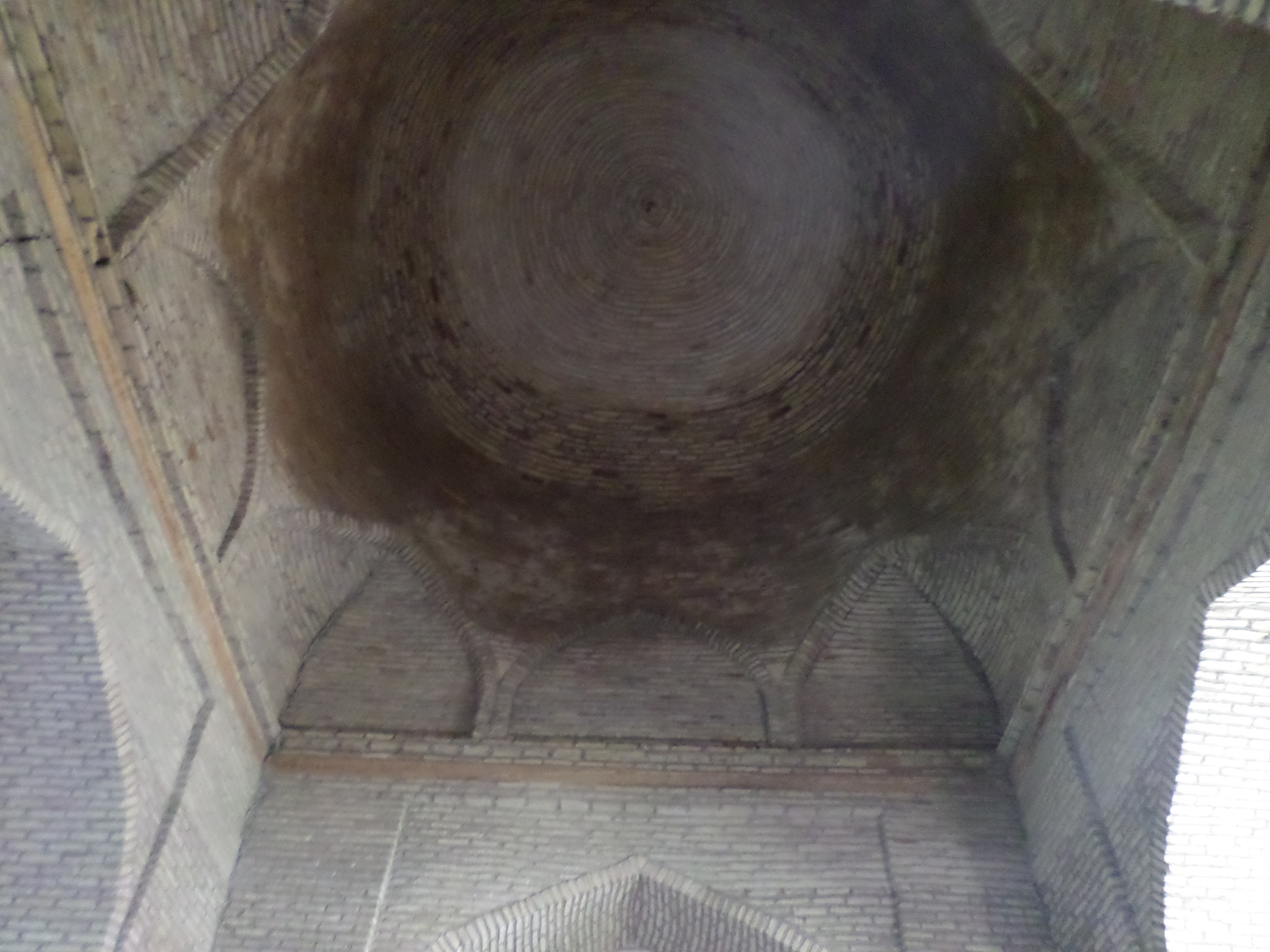
Мавзолей Каффаля Шаши